# Raffaele Marciello

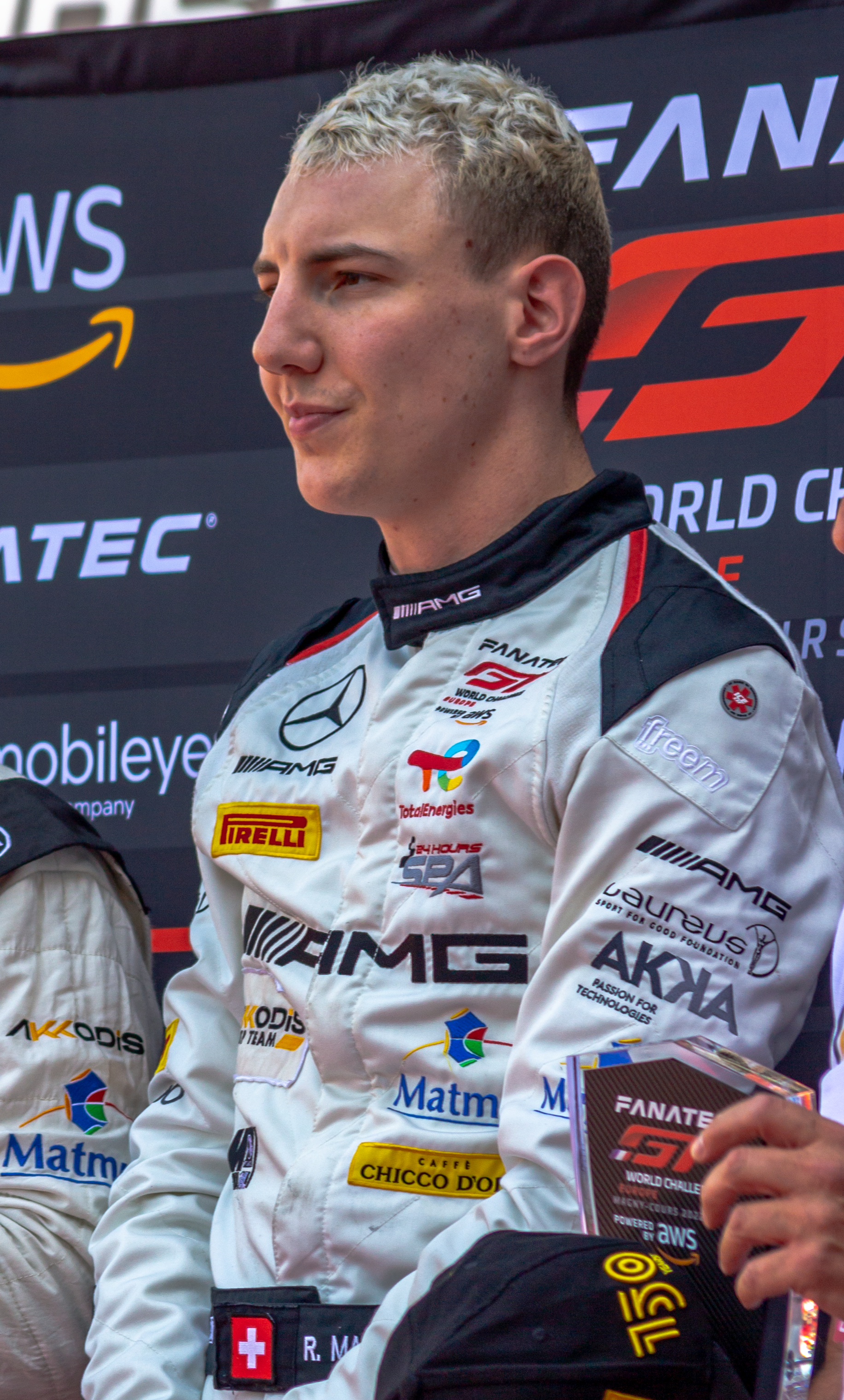
Raffaele Marciello 2022

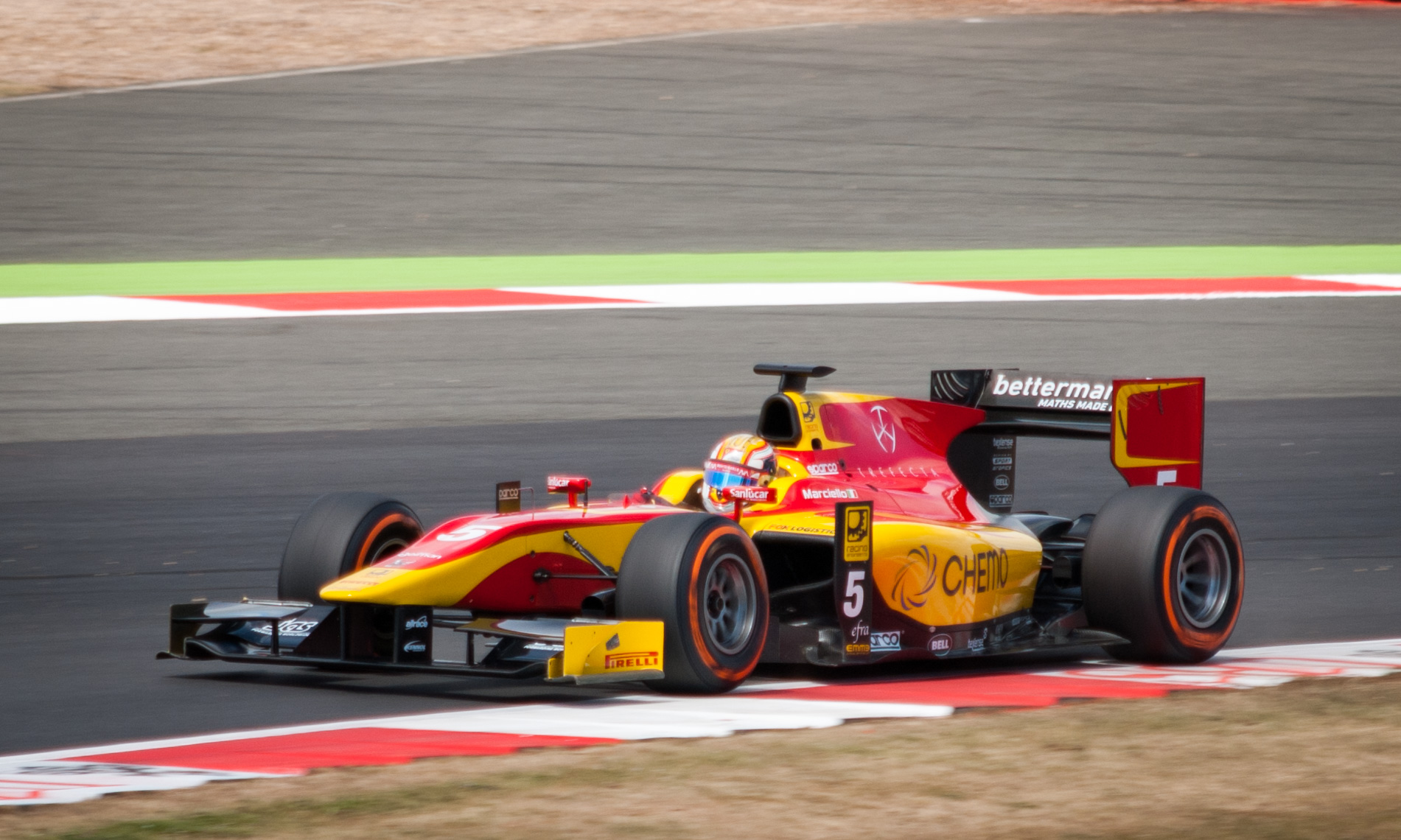
Raffaele Marciello beim GP2-Rennen in Silverstone 2014

Raffaele „Lello“ Marciello (* 17. Dezember 1994 in Zürich, Schweiz) ist ein italienischer Automobilrennfahrer. Er startete 2012 und 2013 in der europäischen Formel-3-Meisterschaft und gewann diese 2013. Aktuell fährt er in der FIA-Langstrecken-Weltmeisterschaft mit Schweizer Fahrerlizenz.

## Karriere
Marciello begann seine Motorsportkarriere im Kartsport und war bis 2009 hauptsächlich in dieser Sportart aktiv. 2010 wurde er von der Scuderia Ferrari ins Förderprogramm aufgenommen. Er nahm in diesem Jahr zwar noch an einer Kartveranstaltung teil, sein Hauptaugenmerk lag allerdings im Formelsport, in dem er in der Formel Abarth antrat. Für JD Motorsport startend gewann er sein Debütrennen. Im weiteren Verlauf der Saison folgten zwei weitere Siege, wobei einer bei einem nicht zur Meisterschaft zählenden Rennen erzielt wurde. Er wurde Dritter in der Meisterschaft. 2011 wechselte Marciello zum Prema Powerteam in die italienische Formel-3-Meisterschaft. Er beendete die Saison mit zwei Siegen auf dem dritten Gesamtrang. Mit 13 Punkten Rückstand auf seinen Teamkollegen Michael Lewis, der den zweiten Platz belegte, wurde er zweitbester Pilot seines Teams. Darüber hinaus nahm er für das Prema Powerteam an einer Veranstaltung der FIA-Formel-3-Trophäe 2011 teil.
Anfang 2012 ging Marciello für M2 Competition in der Toyota Racing Series, der höchsten Monoposto-Serie Neuseelands, an den Start. Er gewann ein Rennen und schloss die Gesamtwertung auf dem neunten Platz ab. Anschließend wechselte er in die Formel-3-Euroserie, wo er für die Saison 2012 ein Cockpit beim Prema Powerteam erhielt. Zudem war er 2012 in der europäischen Formel-3-Meisterschaft, zu der unter anderem einige Formel-3-Euroserie-Rennen zählten, wertungsberechtigt. Während sein Teamkollege Daniel Juncadella beide Meisterschaften gewann, wurde Marciello mit sieben Siegen Gesamtdritter der Formel-3-Euroserie. In der europäischen Formel-3-Meisterschaft wurde er Zweiter mit 228,5 zu 252 Punkten hinter Juncadella. 2013 blieb Marciello beim Prema Powerteam in der europäischen Formel-3-Meisterschaft. Marciello entschied 13 der 30 Rennen für sich und erzielte insgesamt 21 Podest-Platzierungen. Auf dem Nürburgring gewann er alle drei Rennen von der Pole-Position startend und fuhr nur in einem Rennen nicht die schnellste Rennrunde. Marciello entschied die Meisterschaft im Duell mit Felix Rosenqvist mit 489,5 zu 457 Punkten für sich.
Anfang 2014 startete Marciello in der Florida Winter Series. Zwei zweite Plätze waren seine besten Ergebnisse. Anschließend wechselte Marciello zu Racing Engineering in die GP2-Serie 2014. Zwei dritte Plätze in Spielberg waren seine ersten Punkteplatzierungen. Im Hauptrennen in Spa-Francorchamps gelang ihm im Regen ein Sieg. Dabei setzte er sich im Duell gegen Stoffel Vandoorne durch. Insgesamt stand Marciello viermal auf dem Podium. Mit 74 zu 136 Punkten unterlag er intern Stefano Coletti und wurde Gesamtachter. Darüber hinaus absolvierte er eine Formel-1-Testfahrt für Ferrari. 2015 wechselte Marciello innerhalb der GP2-Serie zu Trident. Drei zweite Plätze waren seine besten Resultate und er verbesserte sich auf den siebten Gesamtrang. Er hatte in dem Jahr wechselnde Teamkollegen, die er mit 110 zu einem Punkten intern deutlich schlug. Darüber hinaus fungierte Marciello 2015 als Test- und Ersatzfahrer des Formel-1-Teams Sauber. Zum Jahresende beendete Ferrari seine Förderung. 2016 absolvierte Marciello seine dritte GP2-Saison für das von Virtuosi Racing UK betreute Team Russian Time. Er gewann zwar kein Rennen, allerdings verbesserte er sich als bester siegloser Fahrer auf den vierten Platz der Fahrerwertung.
Ab dem fünften Rennwochenende in Spielberg kehrt Marciello zu Trident in die GP2-Serie, die mittlerweile in FIA-Formel-2-Meisterschaft umbenannt wurde, zurück. Er übernimmt dabei das Cockpit von Sergio Canamasas.

## Statistik

### Karrierestationen
| - 2010: Formel Abarth (Platz 3) - 2011: Italienische Formel 3 (Platz 3) - 2012: Toyota Racing Series (Platz 9) - 2012: Formel-3-Euroserie (Platz 3) - 2012: Europäische Formel 3 (Platz 2) | - 2013: Europäische Formel 3 (Meister) - 2014: Florida Winter Series - 2014: GP2-Serie (Platz 8) - 2014: Formel 1 (Testfahrer) - 2015: GP2-Serie (Platz 7) | - 2015: Formel 1 (Testfahrer) - 2016: GP2-Serie (Platz 4) - 2017: FIA Formel 2 Meisterschaft |

### Einzelergebnisse in der italienischen Formel-3-Meisterschaft
| Jahr | Team            | 1   | 2   | 3   | 4   | 5   | 6   | 7   | 8   | 9   | 10  | 11  | 12  | 13  | 14  | 15  | 16  | Punkte | Rang |
| ---- | --------------- | --- | --- | --- | --- | --- | --- | --- | --- | --- | --- | --- | --- | --- | --- | --- | --- | ------ | ---- |
| 2011 | Prema Powerteam | FRA | FRA | MIS | MIS | IMO | IMO | SPA | SPA | ADR | ADR | VLL | VLL | MUG | MUG | MZA | MZA | 123    | 3.   |
| 2011 | Prema Powerteam | 3   | 6   | 10  | 1   | DNF | 5   | 3   | 4   | 1   | 10  | 2   | 12  | 6   | 6   | 6   | 2   | 123    | 3.   |

### Einzelergebnisse in der Toyota-Racing-Series
| Jahr | Team           | 1   | 2   | 3   | 4   | 5   | 6   | 7   | 8   | 9   | 10  | 11  | 12  | 13  | 14  | 15  | Punkte | Rang |
| ---- | -------------- | --- | --- | --- | --- | --- | --- | --- | --- | --- | --- | --- | --- | --- | --- | --- | ------ | ---- |
| 2012 | M2 Competition | INV | INV | INV | TIM | TIM | TIM | TAU | TAU | TAU | HMP | HMP | HMP | MAN | MAN | MAN | 535    | 9.   |
| 2012 | M2 Competition | DNF | 5   | NC  | 10  | 9   | 5   | 4   | 3   | 18  | 5   | 1   | 8   | 10  | 7   | DNF | 535    | 9.   |

### Einzelergebnisse in der Formel-3-Euroserie
| Jahr | Team            | Motor    | 1   | 2   | 3   | 4   | 5   | 6   | 7   | 8   | 9   | 10  | 11  | 12  | 13  | 14  | 15  | 16  | 17  | 18  | 19  | 20  | 21  | 22  | 23  | 24  | Punkte | Rang |
| ---- | --------------- | -------- | --- | --- | --- | --- | --- | --- | --- | --- | --- | --- | --- | --- | --- | --- | --- | --- | --- | --- | --- | --- | --- | --- | --- | --- | ------ | ---- |
| 2012 | Prema Powerteam | Mercedes | HO1 | HO1 | HO1 | BRH | BRH | BRH | SPI | SPI | SPI | NOR | NOR | NOR | NÜR | NÜR | NÜR | ZAN | ZAN | ZAN | VAL | VAL | VAL | HO2 | HO2 | HO2 | 219,5  | 3.   |
| 2012 | Prema Powerteam | Mercedes | 6   | 1   | 17  | 1   | 7   | 1   | 1   | 9   | 8   | 22* | 17  | 1   | 6   | 2   | DNF | 4   | 13  | DNF | 1   | DNF | 3   | 3   | 2   | 8   | 219,5  | 3.   |

### Einzelergebnisse in der europäischen Formel-3-Meisterschaft
| Jahr | Team            | Motor    | 1   | 2   | 3   | 4   | 5   | 6   | 7   | 8   | 9   | 10  | 11  | 12  | 13  | 14  | 15  | 16  | 17  | 18  | 19  | 20  | 21  | 22  | 23  | 24  | 25  | 26  | 27  | 28  | 29  | 30  | Punkte | Rang |
| ---- | --------------- | -------- | --- | --- | --- | --- | --- | --- | --- | --- | --- | --- | --- | --- | --- | --- | --- | --- | --- | --- | --- | --- | --- | --- | --- | --- | --- | --- | --- | --- | --- | --- | ------ | ---- |
| 2012 | Prema Powerteam | Mercedes | HO1 | HO1 | PAU | PAU | BRH | BRH | SPI | SPI | NOR | NOR | SPA | SPA | NÜR | NÜR | ZAN | ZAN | VAL | VAL | HO2 | HO2 |     |     |     |     |     |     |     |     |     |     | 228,5  | 2.   |
| 2012 | Prema Powerteam | Mercedes | 6   | 17  | 1   | 1   | 1   | 1   | 1   | 8   | 22* | 1   | 11  | 14  | 6   | DNF | 4   | DNF | 1   | 3   | 3   | 8   |     |     |     |     |     |     |     |     |     |     | 228,5  | 2.   |
| 2013 | Prema Powerteam | Mercedes | MON | MON | MON | SIL | SIL | SIL | HO1 | HO1 | HO1 | BRH | BRH | BRH | SPI | SPI | SPI | NOR | NOR | NOR | NÜR | NÜR | NÜR | ZAN | ZAN | ZAN | VAL | VAL | VAL | HO2 | HO2 | HO2 | 489,5  | 1.   |
| 2013 | Prema Powerteam | Mercedes | 1   | 2   | 1   | 6   | 2   | 1   | 1   | 1   | 4   | 2   | 1   | DSQ | 4   | 13  | 6   | 1   | 3   | 2   | 1   | 1   | 1   | 5   | 16  | DNF | 1   | DNF | 1   | 2   | 4   | 1   | 489,5  | 1.   |

### Einzelergebnisse in der GP2-Serie / FIA-Formel-2-Meisterschaft
| Jahr | Team               | 1   | 2   | 3   | 4   | 5   | 6   | 7   | 8   | 9   | 10  | 11  | 12  | 13  | 14  | 15  | 16  | 17  | 18  | 19  | 20  | 21  | 22  | Punkte | Rang |
| ---- | ------------------ | --- | --- | --- | --- | --- | --- | --- | --- | --- | --- | --- | --- | --- | --- | --- | --- | --- | --- | --- | --- | --- | --- | ------ | ---- |
| 2014 | Racing Engineering | BRN | BRN | ESP | ESP | MON | MON | AUT | AUT | GBR | GBR | GER | GER | HUN | HUN | BEL | BEL | ITA | ITA | RUS | RUS | UAE | UAE | 74     | 8.   |
| 2014 | Racing Engineering | 18  | 24  | DNF | 16  | 12  | 19  | 3   | 3   | DNF | DNF | 17  | DNF | 19  | 8   | 1   | 14  | DNF | 18  | 3   | DNF | 11  | 7   | 74     | 8.   |
| 2015 | Trident            | BRN | BRN | ESP | ESP | MON | MON | AUT | AUT | GBR | GBR | HUN | HUN | BEL | BEL | ITA | ITA | RUS | RUS | BRN | BRN | UAE | UAE | 110    | 7.   |
| 2015 | Trident            | DNF | 20  | 6   | 17  | 8   | 2   | 15  | 10  | 6   | 2   | 7   | 4   | 14  | 12  | 15  | 7   | 6   | 3   | 4   | 5   | 2   | C   | 110    | 7.   |
| 2016 | Russian Time       | ESP | ESP | MON | MON | AZE | AZE | AUT | AUT | GBR | GBR | HUN | HUN | GER | GER | BEL | BEL | ITA | ITA | MAS | MAS | UAE | UAE | 159    | 4.   |
| 2016 | Russian Time       | 8   | 5   | 6   | 3   | 3   | 11  | 3   | 4   | 9   | 6   | 4   | 8   | 3   | 7   | 4   | 5   | 2   | 14  | 6   | 2   | 10  | 13  | 159    | 4.   |
| 2017 | Trident            | BRN | BRN | ESP | ESP | MON | MON | AZE | AZE | AUT | AUT | GBR | GBR | HUN | HUN | BEL | BEL | ITA | ITA | ESP | ESP | UAE | UAE | 0      | 26.  |
| 2017 | Trident            |     |     |     |     |     |     |     |     | 19  | DNF |     |     |     |     |     |     |     |     |     |     | –   | –   | 0      | 26.  |

### Le-Mans-Ergebnisse
| Jahr | Team           | Fahrzeug        | Teamkollege    | Teamkollege     | Platzierung | Ausfallgrund |
| ---- | -------------- | --------------- | -------------- | --------------- | ----------- | ------------ |
| 2024 | BMW M Team WRT | BMW M Hybrid V8 | Dries Vanthoor | Marco Wittmann  | Ausfall     | Unfall       |
| 2025 | BMW M Team WRT | BMW M Hybrid V8 | Dries Vanthoor | Kevin Magnussen | Rang 31     |              |

### Einzelergebnisse in der FIA-Langstrecken-Weltmeisterschaft
| Saison | Team    | Rennwagen       | 1   | 2   | 3   | 4   | 5   | 6   | 7   | 8   |
| ------ | ------- | --------------- | --- | --- | --- | --- | --- | --- | --- | --- |
| 2024   | BMW WRT | BMW M Hybrid V8 | KAT | IMO | SPA | LEM | SAO | AUS | FUJ | BAH |
| 2024   | BMW WRT | BMW M Hybrid V8 | 14  | DNF | 11  | DNF | 9   | 8   | 2   | 5   |
| 2025   | BMW WRT | BMW M Hybrid V8 | KAT | IMO | SPA | LEM | SAO | AUS | FUJ | BAH |
| 2025   | BMW WRT | BMW M Hybrid V8 | 4   | 6   | 10  | 31  | 17  |     |     |     |